# Eriogonum deserticola
Eriogonum deserticola är en slideväxtart som beskrevs av S. Wats.. Eriogonum deserticola ingår i släktet Eriogonum och familjen slideväxter. Inga underarter finns listade i Catalogue of Life.